# 天丼てんや
天丼てんや（てんどんてんや）は、ロイヤルホールディングス傘下のロイヤルフードサービスが展開する天丼・天ぷら専門店。単に「てんや」とも称する。

## 概要
天丼と天ぷら定食、単品の天ぷらを主たるメニューとする。1989年に八重洲地下街に1号店がオープンした。
日本マクドナルド創業メンバーの1人でもあった岩下善夫が和食のファーストフード化に目を付け、回転寿司で大衆化した寿司に続く天ぷらの大衆化を目指し、知人を介してコンベア式フライヤーを独自開発。いわゆる「天ぷら職人」を不要としたことで、当時1,000円から1,500円が相場と言われた天丼を短時間かつ500円という低価格で提供し、開業初日から行列を作るなど話題を呼んだ。「500円ワンコイン天丼」は長きに亘って同店の看板の一つとなっており、2018年に一時値上げ後2020年に再び500円に戻したという経緯がある（2025年2月現在は620円）。
天ぷら粉は創業以来日清製粉グループ（日清製粉・日清フーズ）と共同開発したものを使用し、天ぷら油は日清オイリオグループに特注した植物油を使用している。
創業以来、岩下善夫の興したテンコーポレーションにより運営されてきたが、2006年と2010年に行われたTOBでロイヤルホールディングス傘下となり、2021年のロイヤルホストへの吸収合併によりロイヤルフードサービス運営となった。
1号店の所在地は八重洲だが、店舗内の表記や注文用パッドで流れるデモには"ASAKUSA TOKYO"や"東京浅草"の文言が流れている（浅草は創業時運営会社のテンコーポレーションの所在地）。

## メニュー

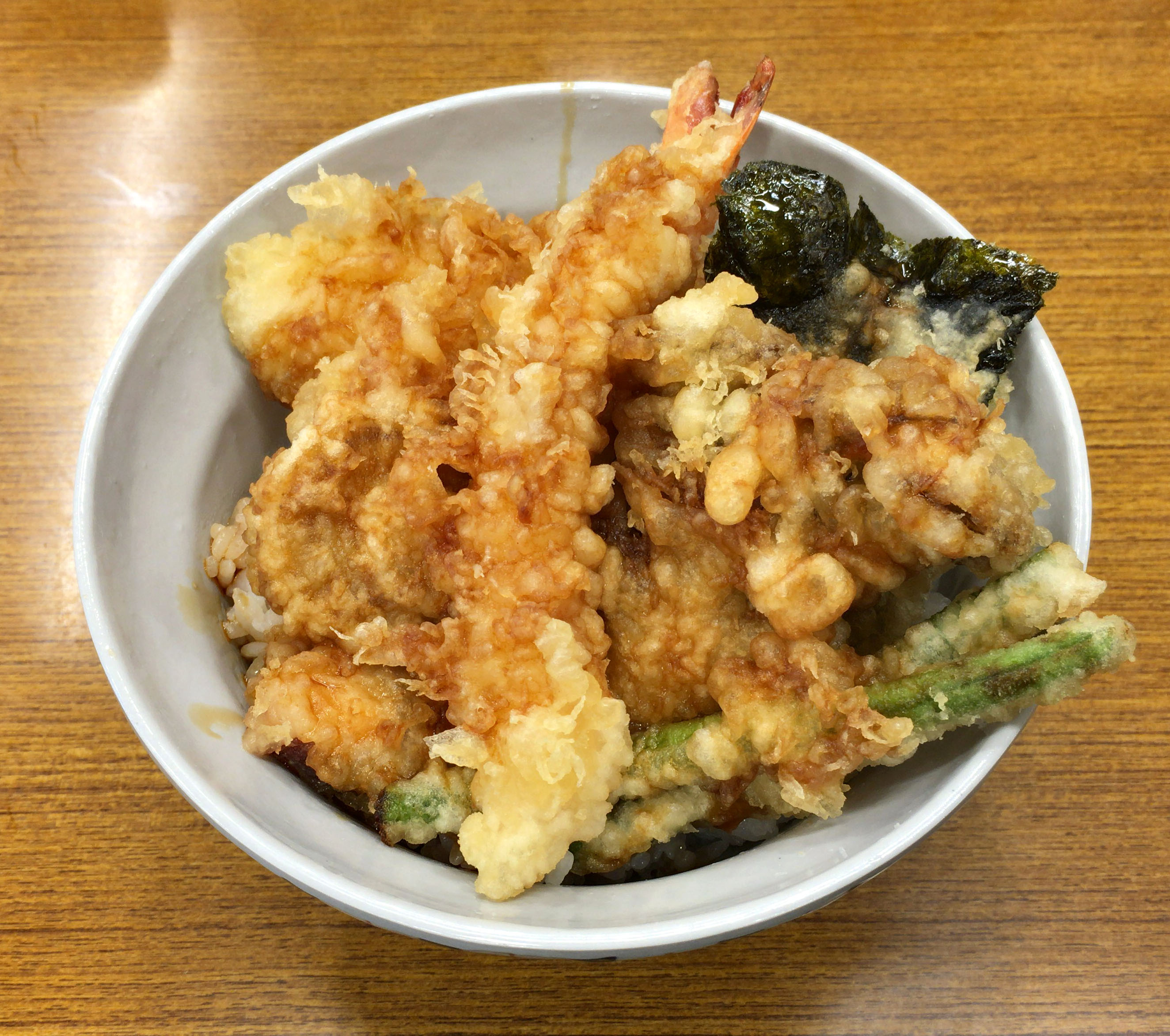
オールスター天丼

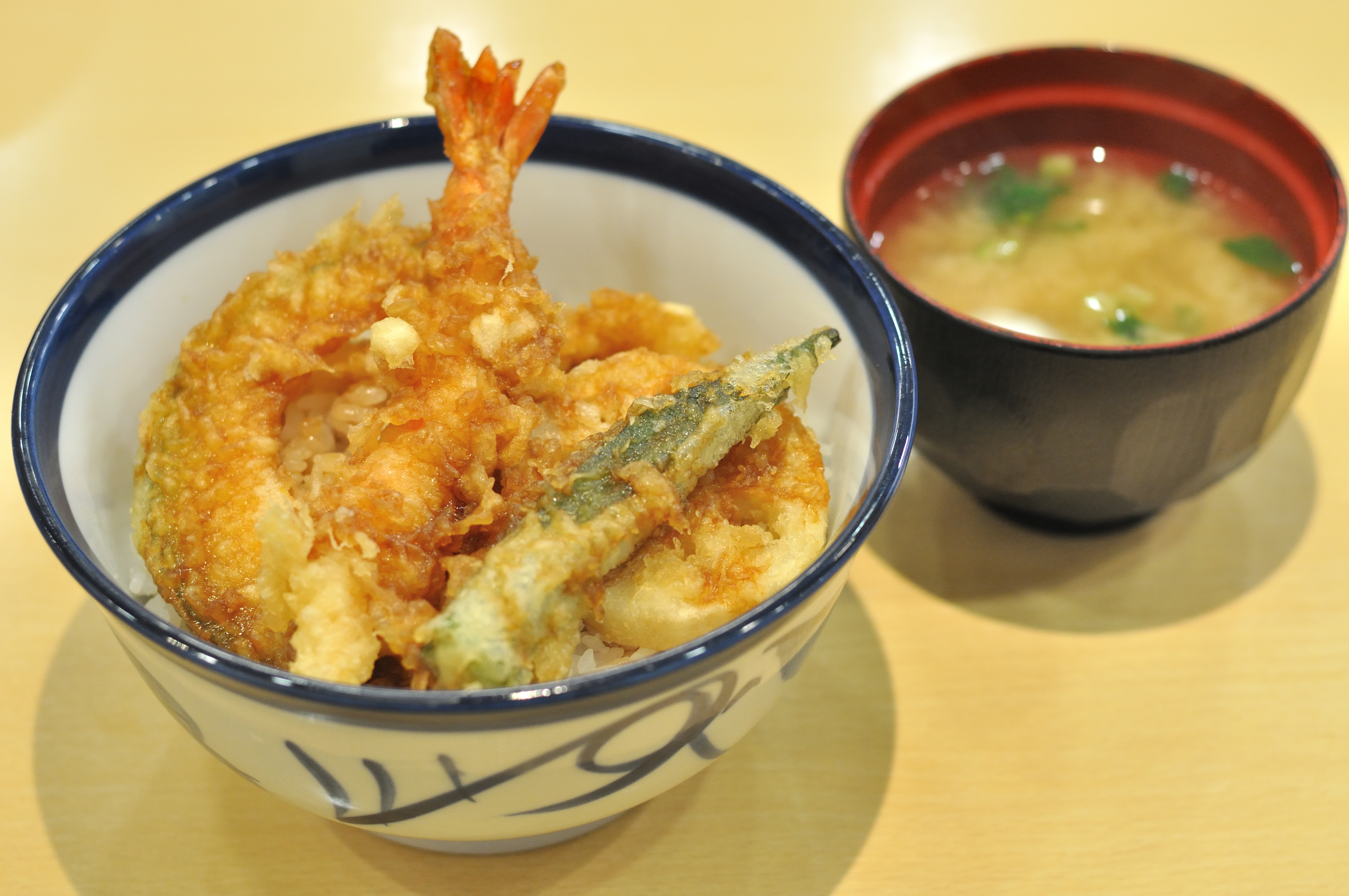
一部店舗で「てんやの日」に提供される「サンキュー天丼」

スタンダードな「天丼」には海老（ブラックタイガーを使用）・いか・きす・かぼちゃ・いんげんが入り、海老2匹とれんこん・かぼちゃ・いんげんが入った「上天丼」、なす・さつまいも・まいたけ・れんこん・かぼちゃ・いんげんが入った「野菜天丼」が開業以来の定番メニューとなっている。いずれの天丼も標準で味噌汁が付く。
そのほか、海老・いか・ほたて・まいたけ・れんこん・いんげんと、3種の天丼の主要な具を載せた「オールスター天丼」や、海老・とり天・かにかま天・なす・れんこんを載せた「海老とり天丼」などもある。そのほか、各天丼と同じ天ぷらを別皿で提供しご飯・味噌汁・天つゆ・小鉢（おひたし）が付く「天ぷら定食」や、天丼に小さめのそばまたはうどんのついた（あるいは天ぷら盛りに標準サイズの蕎麦・うどんの付いた）セットメニューも用意されている。そば・うどんセット以外はテイクアウトにも対応する（天丼弁当は味噌汁が別売りになる）。季節ごとの限定メニューも存在する。
天ぷらは盛り合わせ（天ぷら盛合わせ・野菜天ぷら盛合わせ）あるいは単品でも注文可能で、天丼に天ぷらを追加することも可能。生ビール・日本酒も提供しており、いわゆる「ちょい飲み」がブームになる前から「天ぷらをつまみながら呑む」需要があったという。
ロイヤルHD傘下になって以降、「豚角煮天丼」や「ロコモコ丼」、さらに「Wハンバーグ天丼」や「ローストビーフ天丼」といった変わり種天丼の販売を試み、“てんやのご乱心”とも揶揄されたこともあったが、素材との相性を再認識した結果、定番メニュー中心に回帰している。
2013年から毎月18日を『てんやの日』と設定し、海老・いか・なす・れんこん・いんげんを載せた「サンキュー天丼」を390円で提供するサービスを行っていた が、2020年8月に原則終了となり（7店舗でのみ継続）、現在は大半の店舗で毎月18日を含む一週間（月曜日から日曜日）を『てんやWeek』と設定し、「上天丼弁当」の割引販売を実施している。

## 店舗展開
2024年1月現在、北海道・青森県・宮城県・群馬県・埼玉県・千葉県・東京都・神奈川県・富山県・長野県・静岡県・岐阜県・愛知県・大阪府・兵庫県・広島県・愛媛県の17都道府県に148店舗を展開する。創業以来店舗の大半が首都圏に所在しており、特に西日本への店舗展開がなかなか叶わなかったが、2023年に大阪府に再出店を果たす など、徐々にではあるが店舗網を広げている。なお九州・沖縄地方には過去に福岡県や鹿児島県に出店していたが、2023年までに撤退し、現在は再出店等も行っていない。
この他に高級志向の「天ぷらてんや」を3店舗展開するほか、タイ・フィリピン・香港・シンガポールにも計32店舗を展開している。
直営店だけではなくフランチャイズ展開も行っているほか、ロイヤルホールディングスの強みを生かしてロイヤルコントラクトサービスにより高速道路のサービスエリアや空港内にも店舗展開している。